# 평행각

주어진 점P를 지나는 평행선중 두개는 R의 극한평행선이다. 두 극한평행선의 평행각(Angle of parallelism)은 세타이다.

평행각(平行角, Angle of parallelism)은 쌍곡기하학에서 존재하는 극한평행선과 직각으로 이루어진 쌍곡삼각형의 각도이다. 두 극한평행선의 평행각은 어떤 점을 기준으로 계산하느냐에 따라 달라진다. 위 그림을 기준으로 하면, P나 그 수선의 발 B를 옮기면 평행각도 달라진다.